# مقاطعة كامو (شيزوكا)

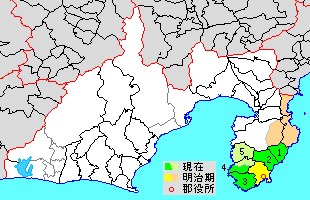
خريطة مقاطعة كامو في محافظة شيزوكا

مقاطعة كامو (باليابانية: 賀茂郡) هي مقاطعة ريفية تقع في محافظة شيزوكا اليابانية. بلغ عدد السكان التقديري للمقاطعة اعتباراً من يوليو عام 2012 حوالي 47,001 نسمة، وبلغت الكثافة السكانية 97.9 نسمة لكل كـم². وتبلغ المساحة الكلية للمقاطعة 479.97 كـم².

## البلدات
تتألف مقاطعة كامو حالياً من خمسة بلدات. كانت مدينة شيمودا جزء من المقاطعة في السابق.
- هيغاشيزو
- كاوازو
- ماتسوزاكي
- ميناميزو
- نيشيزو

## التاريخ
اسم المقاطعة قديم للغاية ويرد ذكره في سجلات «إنغيشيكي» (延喜式). كانت مقاطعة كامو إحدى المقاطعات الأصلية لمقاطعة إزو حيث تم فصلها عن مقاطعة سوروغا مع مقاطعة تاغاتا في إصلاح الأراضِي المَمْسوحة عام 680م.
تأسست مقاطعة كامو الحديثة بتاريخ 22 يوليو عام 1878 بعد إصلاح الأراضِي المَمْسوحة التي نفذتها حكومة مييجي ذات بلدة واحدة (شيمودا) إضافة إلى 119 قرية.
وخُفِضَ هذا العدد في جولة من الدمج يوم 1 أبريل عام 1889 ليصبح بلدة واحدة إضافة إلى 26 قرية. تم ترقية وضع أتامي لتصبح بلدة بتاريخ 1 يونيو عام 1891. ولكن خُفِّضت مساحة المقاطعة على أثر نقل أتامي وتسعة قرى إلى إلى مقاطعة تاغاتا بتاريخ 4 أبريل عام 1896.
تمت ترقية وضع ماتسوزاكي لتصبح بلدة يوم 15 مارس عام 1901، ومن ثم تبعتها إناتوري 1 ديسمبر عام 1920. وانخفض عدد القرى المتبقية ليصبح أربعة مع تأسيس ميناميزو بتاريخ 31 يوليو عام 1955 وتأسيس نيشيزو بتاريخ 31 مارس عام 1956.
تم تغيير وضع كاوازو لتصبح بلدة يوم 1 سبتمبر عام 1958. وتلاه تأسيس هيغاشيزو بتاريخ 3 مايو عام 1959. وحصلت شيمودا على وضع مدينة بتاريخ 1 يناير عام 1971.
وفي يوم 1 أبريل عام 2005 - دُمِجت قرية كامو وهي القرية الوحيدة المتبقية في المقاطعة مع بلدة نيشيزو.
1. ↑  GeoNames (بالإنجليزية), 2005, QID:Q830106
2. ↑  "معلومات عن مقاطعة كامو (شيزوكا) على موقع jpsearch.go.jp". jpsearch.go.jp. مؤرشف من الأصل في 2019-09-01.
3. ↑  "معلومات عن مقاطعة كامو (شيزوكا) على موقع geolod.ex.nii.ac.jp". geolod.ex.nii.ac.jp. مؤرشف من الأصل في 2019-09-01.
4. ↑  "معلومات عن مقاطعة كامو (شيزوكا) على موقع id.ndl.go.jp". id.ndl.go.jp. مؤرشف من الأصل في 2019-09-01.